# Aplasia medular

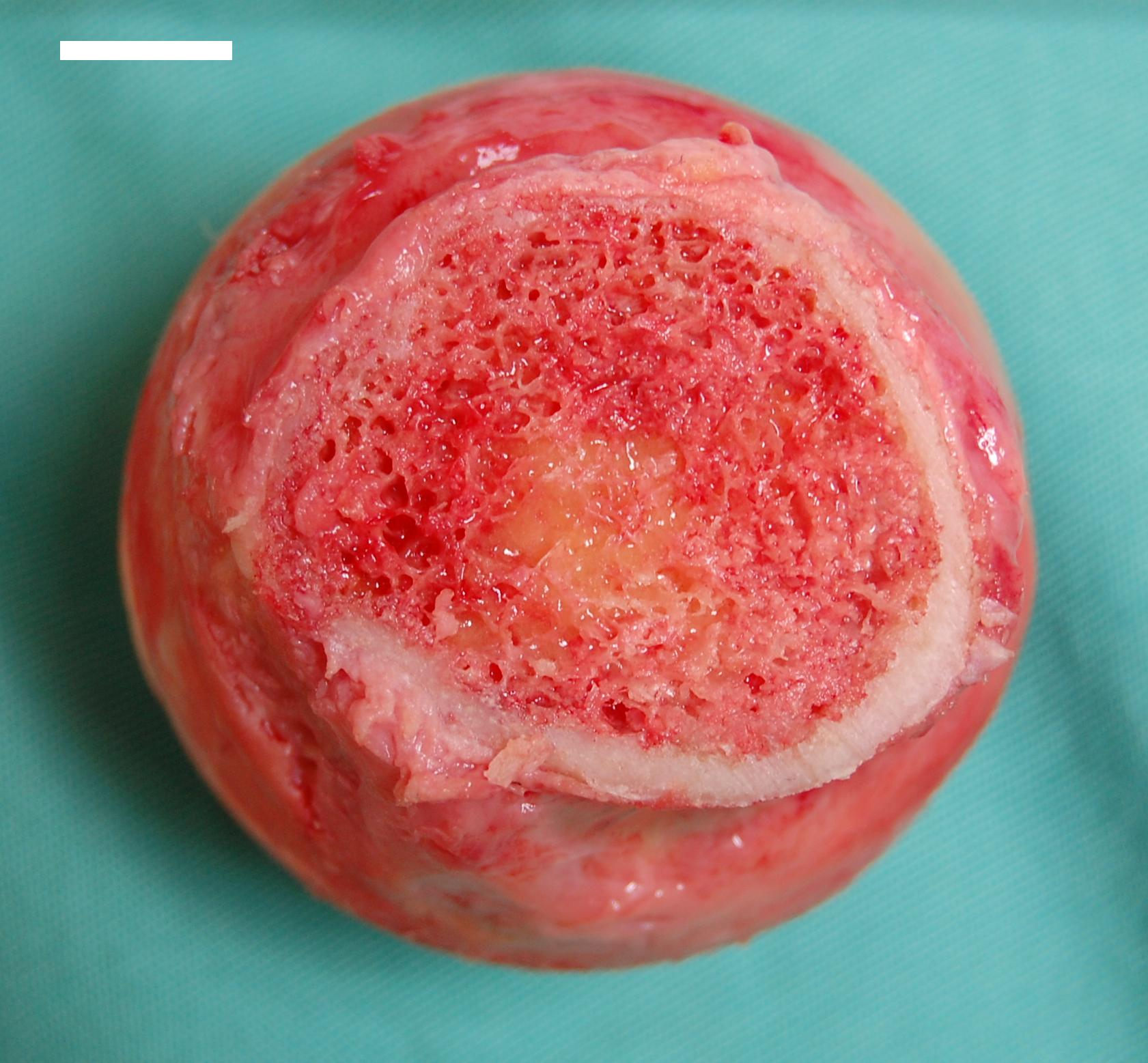
Imagen de la cabeza de fémur en la que puede verse la medula ósea situada en el interior de los huesos largos, en la que se generan las principales células de la sangre.

Se llama aplasia medular a la desaparición total o parcial de las células que se encuentran en condiciones normales en la médula ósea y actúan como precursoras de las diferentes células de la sangre. Como consecuencia se producen una serie de síntomas característicos que están ocasionados por la disminución de los leucocitos en la sangre, lo que se conoce como leucopenia, que provoca gran susceptibilidad a contraer enfermedades infecciosas; bajo número de plaquetas o plaquetopenia, que provoca hemorragias ante mínimos traumatismos; y déficit de hematíes, que causa anemia y dificulta la llegada de oxígeno a los distintos órganos del cuerpo. La anemia provocada por aplasia medular se conoce como anemia aplásica. 
La aplasia medular es un trastorno poco frecuente, pues se estima que se diagnostican entre 2 y 4 casos por millón de habitantes y año. Puede obedecer a múltiples causas que clásicamente se dividen en 2 grupos: congénitas y adquiridas. Las congénitas se deben habitualmente a trastornos genéticos, como la anemia de Fanconi y el Síndrome de Shwachman-Diamond. Las adquiridas son con frecuencia de causa desconocida o secundarias a la utilización de ciertos medicamentos, exposición a radiaciones o enfermedades virales (como el virus de Epstein-Barr). Como tratamiento puede ser necesario realizar un trasplante de médula ósea